# جلين ديلون
جلين ديلون (بالإنجليزية: Glyn Dillon)‏ هو فنان قصص مصورة بريطاني، ولد في 1971.

## وصلات خارجية
- جلين ديلون على موقع IMDb (الإنجليزية)
- جلين ديلون على موقع قاعدة بيانات الفيلم (الإنجليزية)